# Sunless Sea
Sunless Sea — компьютерная ролевая игра с элементами roguelike, разработанная и изданная независимой британской студией  Failbetter Games. Игра была выпущена 6 февраля 2015 года для Windows и OS X; средства на её создание были собраны на сайте Kickstarter посредством краудфандинга.

## Игровой процесс
Sunless Sea представляет собой выполненный в духе roguelike спин-офф к браузерной ролевой игре Fallen London от тех же разработчиков — её действие происходит в той же вселенной и в то же время. Вселенная обеих игр совмещает в себе декорации Викторианской эпохи и темы мистики и фэнтези в духе мифов Ктулху. Игрок принимает на себя роль капитана парохода, который плавает по подземному морю, посещая различные острова и сталкиваясь со многими опасностями. Игрок может «выиграть», добившись определённой цели — например, богатства или звания самого прославленного морехода — открывая новые места на карте мира, перевозя товары из одного порта в другой и выполняя различные текстовые квесты. Подобно другим играм в жанре roguelike, смерть персонажа Sunless Sea является необратимой — после гибели капитана или его корабля игрок обязан начать игру заново, хотя следующий капитан может унаследовать, по выбору игрока, часть имущества или команды предшественника. Кроме того, карта мира перестраивается случайным образом после гибели каждого капитана, хотя местонахождение основных крупных портов и островов остается неизменным.

## Разработка
По словам сооснователя студии и главного сценариста игры Алексиса Кеннеди, идея создания Sunless Sea выросла из «творческой неспособности усидеть на месте и финансовой нужды»: браузерная игра Fallen London хотя и была любима игроками, никогда не приносила достаточно денег, чтобы обеспечить существование студии Failbetter Games. До Sunless Sea студия никогда не занималась «настоящими» видеоиграми — она обладала только опытом разработки и поддержки Fallen London. 3 сентября 2013 года Failbetter Games запустила на краудфандинговом сайте Kickstarter кампанию с целью собрать 60 000 фунтов на разработку новой игры. Кампания успешно собрала порядка 100 000 фунтов от свыше 4 000 жертвователей. 13 мая 2014 года студия запустила кампанию в программе Steam Greenlight с целью выпустить игру через сервис цифровой дистрибуции Steam. В том же месяце игра была одобрена для выхода в Steam. 17 июня того же года ранняя версия игры стала доступной ограниченному кругу поклонников Fallen London через сайт разработчиков, 1 июля состоялся релиз в раннем доступе Steam. Окончательная версия игры в Steam была выпущена 6 февраля 2015 года.
С каждым этапом — от кампании на Kickstarter к выходу в ранний доступ, а от раннего доступа к выходу полной версии — как бюджет игры, так и амбиции её разработчиков становились больше. Создание игры заняло пятнадцать месяцев; основная команда разработчиков состояла всего из трёх человек — сценариста (самого Кеннеди), художника и программиста на Unity, хотя в создании игры принимали участие и другие люди, и в определённые моменты над ней работало около дюжины разработчиков. Поначалу Кеннеди пытался одновременно исполнять обязанности единственного сценариста, геймдизайнера и менеджера проекта одновременно, но, убедившись в непосильности этой ноши, отказался от «творческой автократии». Студии удалось обойтись без кранчей — тяжелых и длительных переработок, свойственных индустрии компьютерных игр.

## Zubmariner
В октябре 2015 года студия анонсировала загружаемое дополнение под названием Zubmariner, посвящённое подводному миру Подземноморья. Это дополнение расширяет игру, позволяя переоснастить пароход и превратить его в подводную лодку, способную погружаться на дно моря. Zubmariner как добавляет в игру новые порты на дне моря, так и позволяет осмотреть подводные части уже существующих, знакомых по основной игре; при исследовании подводного мира игрок может пользоваться гидролокатором в поисках интересных предметов. Как и основная игра, Zubmariner содержит множество сюжетных линий и историй, развертывающихся непредсказуемым образом.

## Отзывы и критика
| Сводный рейтинг       | Сводный рейтинг     |
| Агрегатор             | Оценка              |
| --------------------- | ------------------- |
| GameRankings          | 81,65 %             |
| Metacritic            | 81/100              |
| Иноязычные издания    |                     |
| Издание               | Оценка              |
| Eurogamer             | «Важно» (Essential) |
| GameSpot              | 6/10                |
| IGN                   | 8,3                 |
| Русскоязычные издания |                     |
| Издание               | Оценка              |
| Riot Pixels           | 70 %                |
| «Игромания»           | 7,0/10              |
| «Игры Mail.ru»        | 9/10                |

Sunless Sea получила преимущественно положительные отзывы игровой прессы. Её рейтинг на сайтах-агрегаторах Metacritic и GameRankings составил 81/100 и 81,65 % соответственно.
Обозреватель сайта IGN Роб Закни выставил игре оценку 8,3 из 10 с комментарием «Sunless Sea открывает для исследования чудесный мир, наполненный запоминающимися литературными зарисовками и опасностью».
Сайт Rock, Paper, Shotgun дал игре награду за лучший сценарий 2014 года.
На конец февраля 2015 года было продано свыше 100 000 копий игры. Летом 2018 года, благодаря уязвимости в защите Steam Web API, стало известно, что точное количество пользователей сервиса Steam, которые играли в игру хотя бы один раз, составляет 740 790 человек.